# Dharahara
Dharahara, nepali: धरहरा, eller Bhimsen-tornet var ett torn i Kathmandu, Nepal. Det var nio våningar högt och mätte 61,88 meter över marken. Det var därmed den högsta byggnaden i Nepal och fanns med på Unesco's världsarvlista i Nepals världsarv Katmandudalen, som togs upp på listan 1979, som kulturarv.
Vid jordbävningen i Nepal 2015, den 25 april 2015, som var av magnituden 7,8 på Richterskalan, raserade ett flertal byggnader i centrala Katmandu. Till dessa hörde Dharahara-tornet. Tornet rasade också vid den ännu kraftigare jordbävningen i Nepal–Bihar 1934, men återuppbyggdes. Denna gång återstår endast fundamentet. 180 döda återfanns i rasmassorna och totalt skördade jordbävningen 9 000 människoliv.
Regeringen med premiärminister KP Sharma Oli beslutade i februari 2016 att tornet även denna gång ska återuppbyggas efter jordbävningen. Tornet återinvigdes 24 april 2021,

## Historik
Tornet uppfördes 1832 under Mukhtiyars (motsvarigt premiärminister) Bhimsen Thapa.  Det hade en spiraltrappa med 213 steg. Den åttonde våningen hade en cirkulär balkong som gav en god panoramvy över Katmandudalen. På taket fanns en fem meter hög bronsmast.

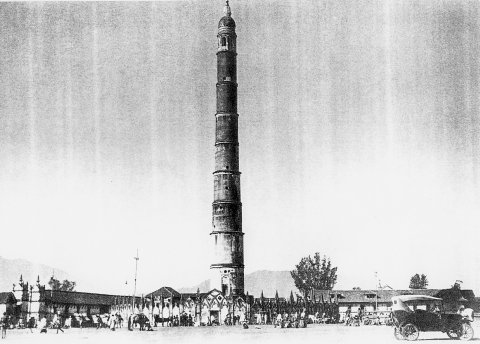
Det första Dharahara-tornet, före jordbävningen 1934.

Dharahara var den högsta byggnaden i Nepal och det andra tornet som uppfördes av Bhimsen Thapa. Det första tornet byggdes åtta år tidigare, 1824, och var 11 våningar högt, alltså två våningar högre än Dharahara. Dharahara ska ha byggt till drottning Lalit Tripura Sundaris ära; hon var brorsdotter till Bhimsen Thapa.
Vid jordbävningen 1834 klarade sig båda tornen., men det äldre och högre av Bhimsens båda torn fick stora skador. Ett århundrade senare, den 15 januari 1934 förstördes däremot elvavåningstornet helt och endast två våningar återstod av niovåningstornet. Dharahara-tornet restaurerades på initiativ av dåvarande premiärministern Juddha Shumsher. Sedan det första tornet förstörts blev drottning Lalit Tripura Sundaris torn, Dharahara känt som 'Bhimsen Stambha' eller 'Bhimsen-tornet'.
Dharahara byggde för militära ändamål, som vakttorn. Vid händelser av nationell betydelse, som höjde beredskapen, blåstes samlingssignal från tornet för att samla soldaterna. Den traditionen fortsatte ända in i modern tid, när tornet rasade.

## Bildgalleri

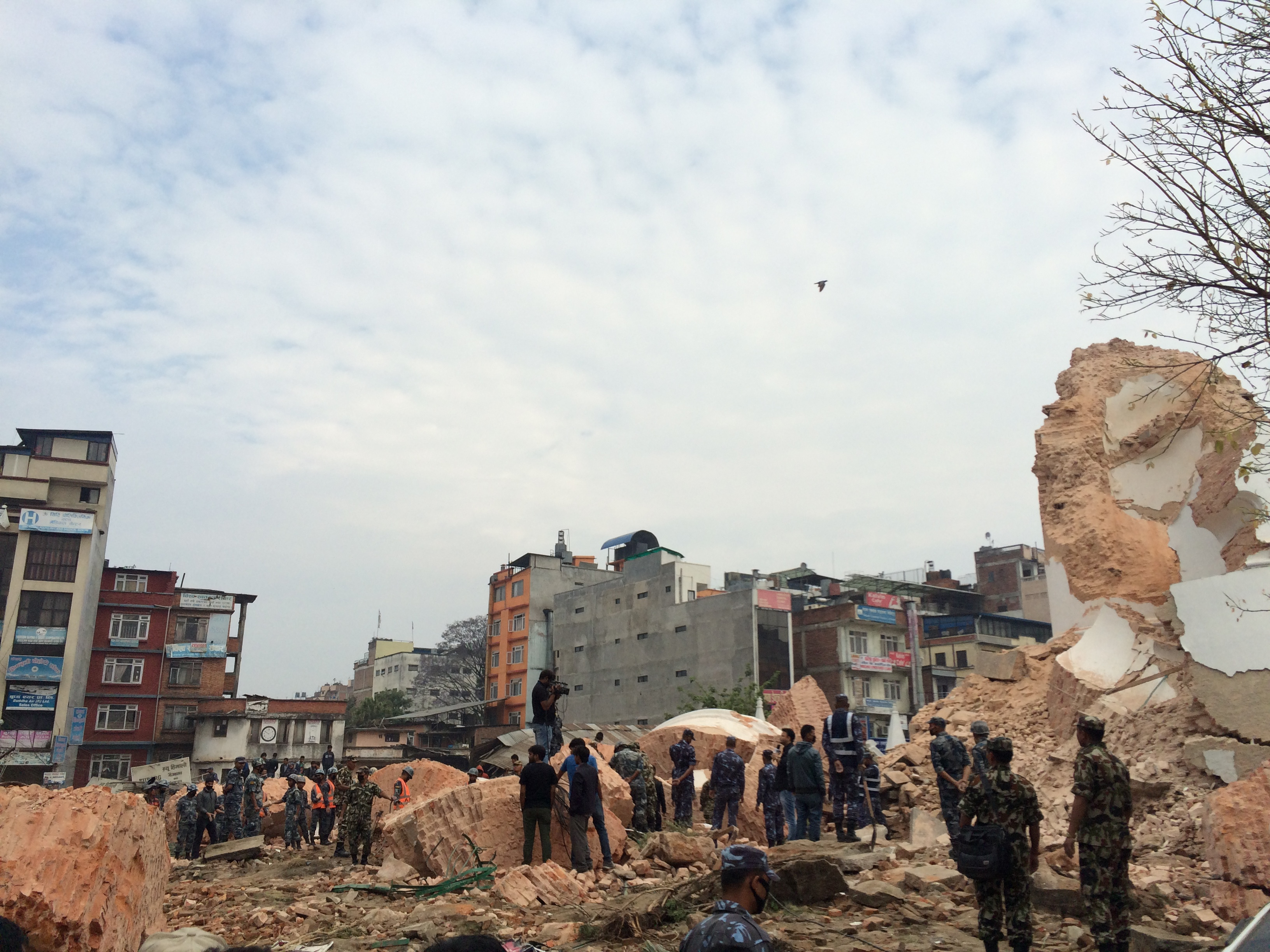
Återstoder efter 2015 års jordbävning.
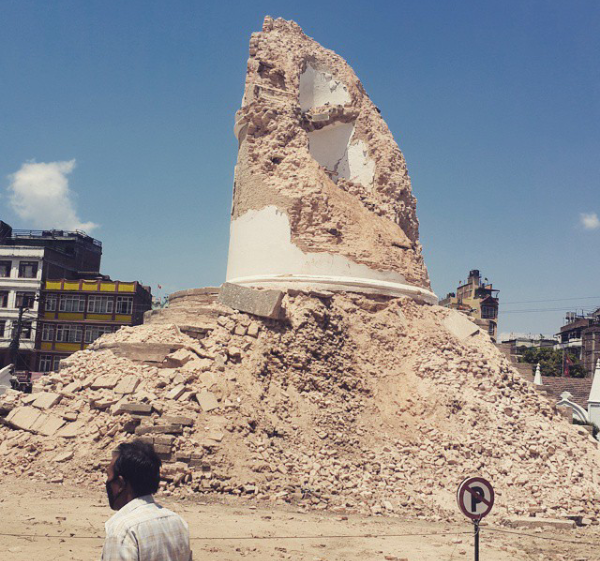
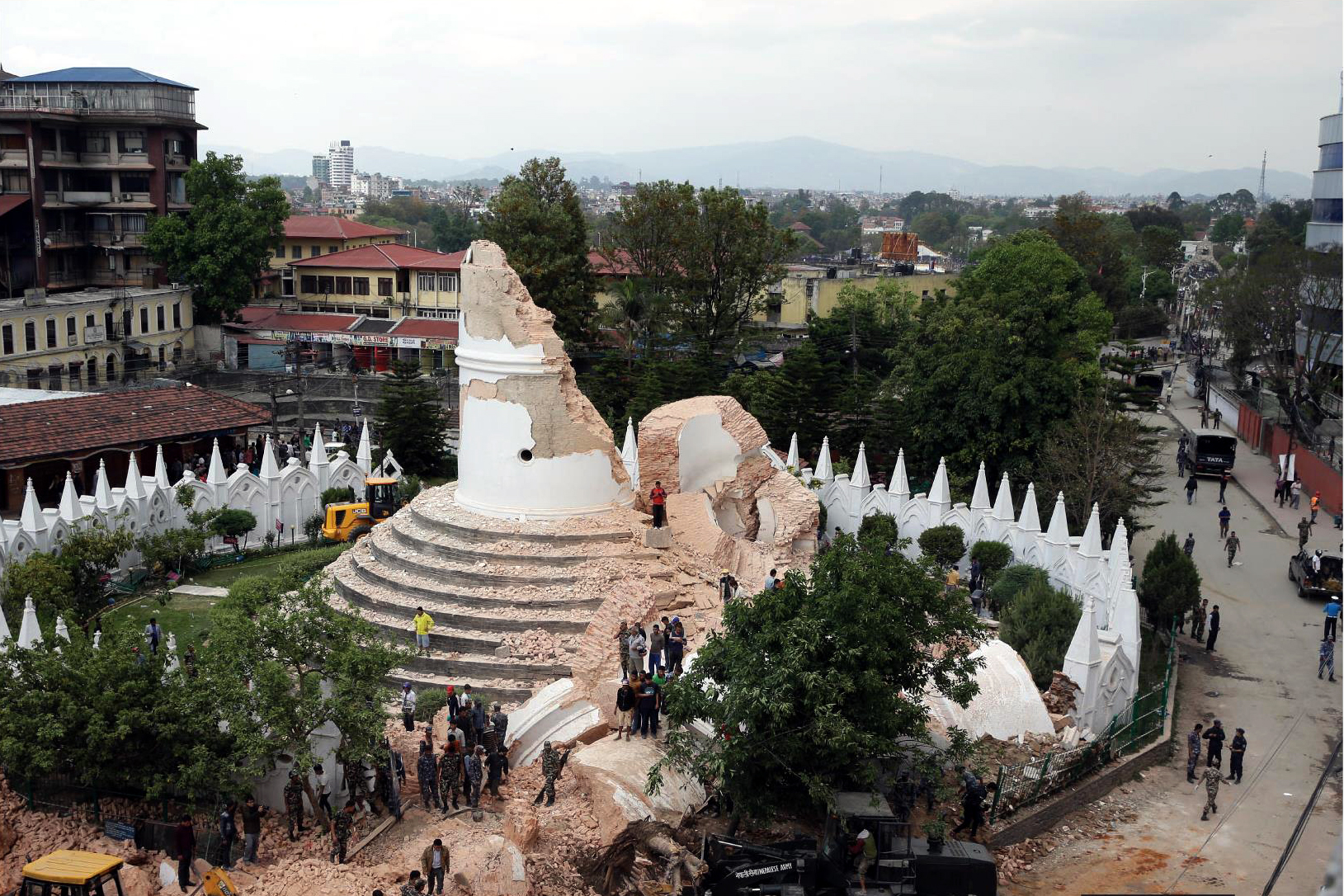